# ريك بيتس
ريك بيتس (بالإنجليزية: Rick Bates)‏ مواليد 19 مارس 1965، هو سائق راليات أسترالي. بدأ مسيرته في سنة 1997. كان أول رالي له هو رالي أستراليا 1997. تنافس في بطولة العالم للراليات.